# Dornier Do 317
El Dornier Do 317 fue un bombardero pesado alemán de la Segunda Guerra Mundial y fue diseñado por Dornier basándose en el diseño del Dornier Do 217.

## Desarrollo
El Dornier Do 317 comenzó a ser diseñado a partir de junio de 1940 y el equipo de diseño partió de la base del bombardero medio Do 217, que ya se encontraba en servicio. Para poder presentarse al proyecto de Bombardero B del RLM (Ministerio del Aire del Tercer Reich), este nuevo bombardero debía tener una cabina presurizada para poder alcanzar grandes altitudes (y permanecer fuera del techo de vuelo de los aviones enemigos) y estar impulsado por los más poderosos Daimler-Benz DB 604 de 2.660 cv.
Inicialmente fueron propuestas dos versiones al RLM, el Do 317A, impulsado por dos motores DB 603B con turbocompresor y equipado con un armamento defensivo convencional; y el más avanzado Do 317B, impulsado por dos motores DB 610, equipado con torretas defensivas a control remoto, mayor carga de combate y unas alas de mayor envergadura. El Ministerio del Aire del Tercer Reich eligió la primera propuesta por lo que se le ordenó a Dornier que construyera seis prototipos. El primero de estos, el Do 317 V1, empezó sus vuelos de pruebas el 8 de septiembre de 1943. El V1 era muy similar al Do 217 y las principales diferencias eran la cabina presurizada y las derivas verticales de forma triangular. 
Después de algunos vuelos de prueba, se descubrió que no había mejoras sustanciales en las prestaciones del Do 317V1 con respecto al Do 217M, por lo que se procedió a terminar el resto de los cinco prototipos sin la cabina presurizada y modificarlos para que pudiesen lanzar los misiles Henschel Hs 293A, por lo que los restantes prototipos fueron denominados Do 217R, sin presurización. Cuando el programa 317 fue abandonado, los cinco prototipos  317A redesignados como 217R, se utilizaron para poner en marcha el misil Hs 293A radio controlado.

## Especificaciones (Do 317A)

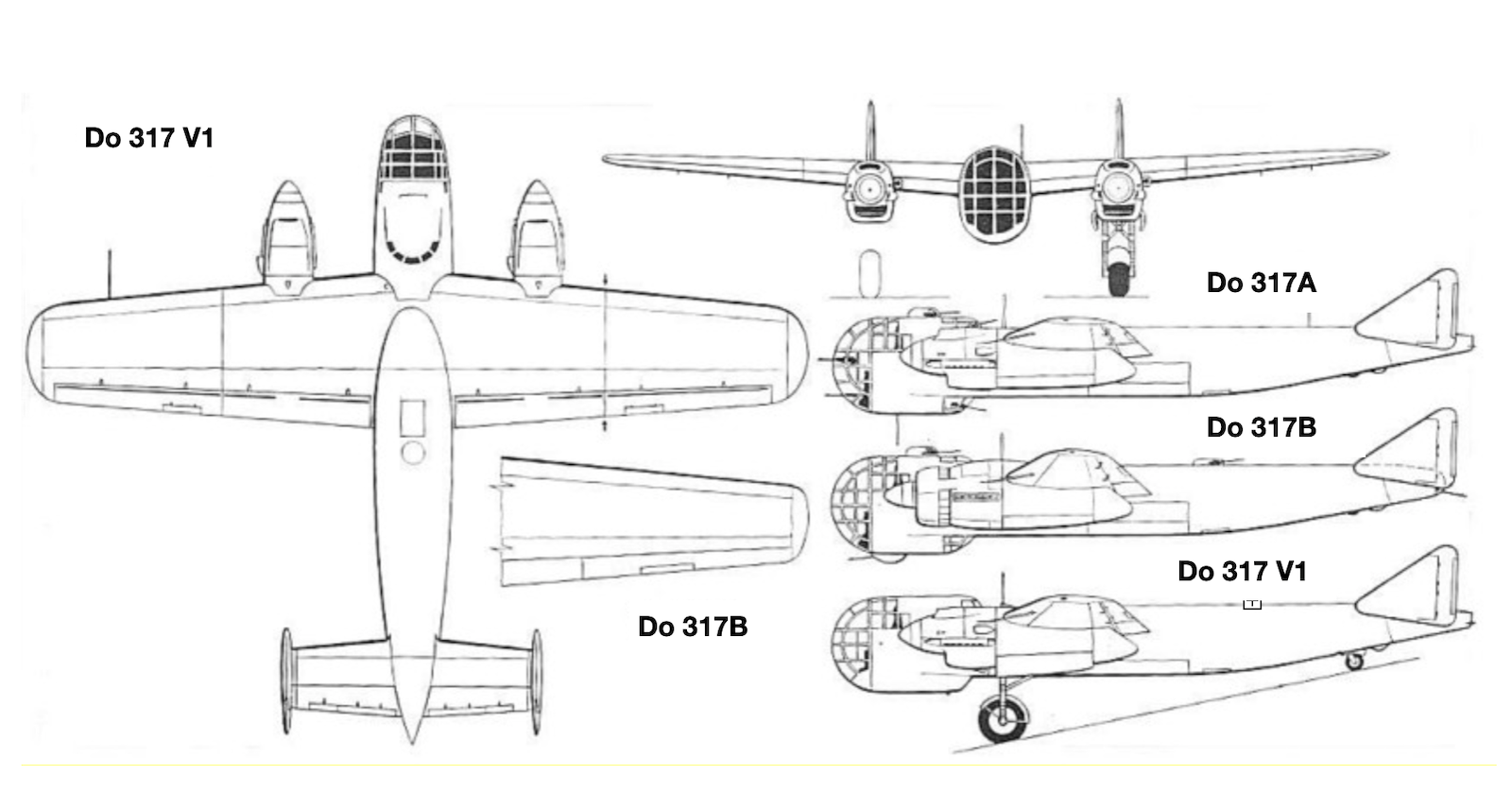
Vistas en planta, lateral y frontal del Do 317.

### Características generales
- Tripulación: 4
- Longitud: 16,80 m
- Envergadura: 20,63 m
- Altura: 5,44 m
- Planta motriz: 2× 12 cilindros en V invertida Daimler-Benz DB 603A.
  - Potencia: 1.750 CV 1.305 kW cada uno.

### Rendimiento
- Velocidad máxima operativa (Vno): 600 km/h
- Alcance: 3.980 km
- Techo de vuelo: 9.800 m

### Desarrollos relacionados
- Dornier Do 17
- Dornier Do 215
- Dornier Do 217

### Secuencias de designación
- Sistema de designación aeronaves del RLM: ← Fw 300 · Me 309 · Me 310 · Do 317 · Do 318 · He 319 · Me 321 →

### Listas relacionadas
- Anexo:Proyectos y prototipos de aviones de la Luftwaffe durante la Segunda Guerra Mundial